# Alpine Hallen-Skieuropameisterschaft 2009/Teilnehmer
An der Alpinen Hallen-Skieuropameisterschaft 2009 nahmen folgende Sportler teil:

## Andorra
| Männer (1) - Roger Vidosa → 26. | Frauen (1) - Mireia Gutiérrez → 8. |

## Belgien
| Männer (1) - Bart Mollin → DSQ | Frauen (1) - Karen Persyn → 18. |

## Frankreich
| Männer (11) - Alexandre Anselmet → 18. - Norman Blanc → 22. - Pierrick Bourgeat → DNF - Thomas Fanara → 8. - Jean-Baptiste Grange → 1. - Julien Lizeroux → 7. - Thomas Mermillod Blondin → DNF - Steve Missillier → 21. - Anthony Obert → 24. - Maxime Tissot → DSQ - Stéphane Tissot → 9. | Frauen (10) - Sandrine Aubert → 6. - Taïna Barioz → 31. - Anne-Sophie Barthet → 10. - Marion Bertrand → 21. - Claire Dautherives → 6. - Jéromine Géroudet → 27. - Florine de Leymarie → 30. - Nastasia Noens → 2. - Marion Pellissier → 3. - Tessa Worley → 17. |

## Italien
| Männer (8) - Cristian Deville → DSQ - Stefano Gross → 20. - Christof Innerhofer → 2. - Manfred Mölgg → 3. - Giuliano Razzoli → DNF - Giorgio Rocca → 15. - Davide Simoncelli → 25. - Patrick Thaler → 23. | Frauen (6) - Chiara Costazza → 15. - Elena Curtoni → 36. - Irene Curtoni → 22. - Nicole Gius → 13. - Denise Karbon → 4. - Manuela Mölgg → 16. |

## Lettland
| Männer (1) - Kristaps Zvejnieks → 27. | Frauen (1) - Liene Fimbauere → DNF |

## Liechtenstein
| Männer (0) | Frauen (3) - Rebecca Bühler → 35. - Marina Nigg → 19. - Tina Weirather → 25. |

## Österreich
| Männer (10) - Patrick Bechter → DNF - Christoph Dreier → 11. - Reinfried Herbst → 13. - Marcel Hirscher → 14. - Alexander Koll → 5. - Thomas König → 6. - Mario Matt → 16. - Andreas Omminger → 19. - Manfred Pranger → 12. - Rainer Schönfelder → 17. | Frauen (9) - Eva-Maria Brem → 37. - Alexandra Daum → 34. - Elisabeth Görgl → 23. - Verena Höllbacher → 29. - Michaela Kirchgasser → 11. - Stefanie Köhle → 20. - Stefanie Moser → 26. - Michaela Nösig → 14. - Kathrin Zettel → 5. |

## Russland
| Männer (1) - Alexander Choroschilow → 10. | Frauen (0) |

## Schweiz
| Männer (2) - Marc Gini → 4. - Markus Vogel → DNF | Frauen (7) - Marianne Abderhalden → 24. - Aita Camastral → 28. - Denise Feierabend → 33. - Miriam Gmür → DNF - Rabea Grand → 12. - Jessica Pünchera → 32. - Nadja Vogel → 9. |

## Slowakei
| Männer (0) | Frauen (1) - Veronika Zuzulová → 1. |